# Proclamação de Emancipação
A Proclamação de Emancipação ou Proclamação 95 (em inglês:  Emancipation Proclamation, ou Proclamation 95) foi uma proclamação presidencial e ordem executiva elaborada em 22 de setembro de 1862 pelo Presidente dos Estados Unidos Abraham Lincoln e que entrou em vigor em 1 de janeiro de 1863, dando início ao processo de abolição da escravidão em todo o território confederado ainda durante a Guerra Civil. À época de sua ratificação, a Proclamação libertou um número mínimo de escravos, mas conforme a União anexava os territórios Confederados, esta abriu caminho para a abolição total da escravidão no território americano. A escravidão tornou-se ilegal através da aprovação da 13ª Emenda Constitucional, fato que se deu em 1865. A lei foi severamente criticada nos estados do Sul, cuja atividade econômica era baseada na mão-de-obra escrava. Contudo, a adesão a essa medida em todos os estados Confederados, assegurou o principal foco de Lincoln: reforçar os laços da União.

## História
A Proclamação de Emancipação, foi uma proclamação presidencial e uma ordem executiva emitida pelo presidente dos Estados Unidos, Abraham Lincoln, em 22 de setembro de 1862, durante a Guerra Civil. A Proclamação dizia:
Que no primeiro dia de janeiro do ano de nosso Senhor, mil oitocentos e sessenta e três, todas as pessoas mantidas como escravas dentro de qualquer Estado, ou parte designada de um Estado, o povo do qual então estará em rebelião contra os Estados Unidos Os estados serão então, a partir de então, e para sempre livres; e o governo executivo dos Estados Unidos, incluindo a autoridade militar e naval do mesmo, reconhecerá e manterá a liberdade de tais pessoas, e não fará nenhum ato ou ação para reprimir tais pessoas, ou qualquer uma delas, em quaisquer esforços que possam fazer para sua liberdade real.
Em 1o de janeiro de 1863, a Proclamação mudou o status legal sob a lei federal de mais de 3,5 milhões de afro-americanos escravizados nos estados separatistas da Confederação, de escravos para livres. Assim que um escravo escapava ao controle do governo confederado, fosse fugindo das fronteiras da União ou pelo avanço das tropas federais, a pessoa estava permanentemente livre. Em última análise, a vitória da União trouxe a proclamação em vigor em toda a ex-Confederação.

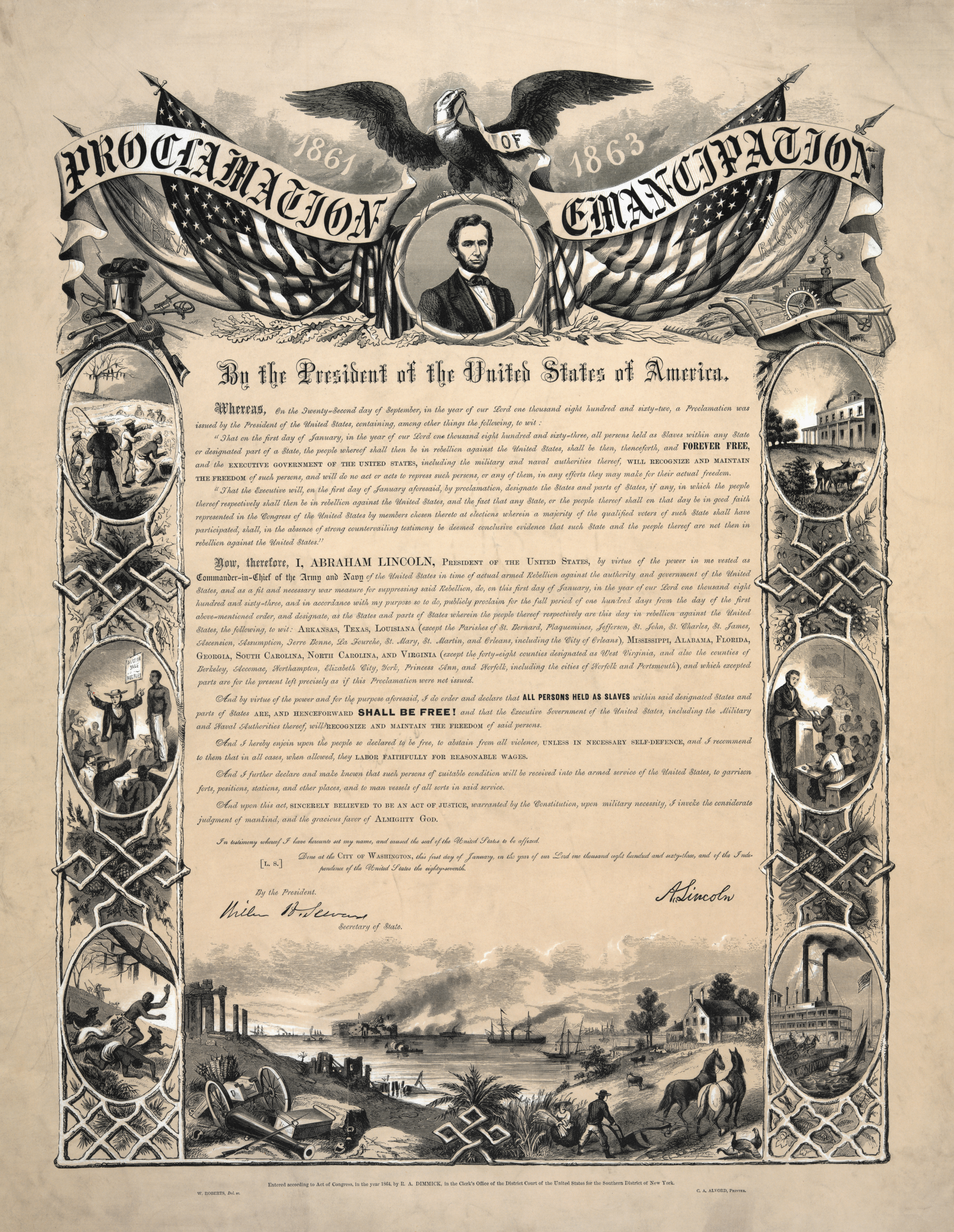
Reprodução de 1864 da Proclamação de Emancipação da Divisão de Impressos e Fotografias da Biblioteca do Congresso dos EUA

A proclamação foi dirigida a todas as áreas em rebelião e todos os segmentos do poder executivo (incluindo o Exército e a Marinha) dos Estados Unidos. Ele proclamou a liberdade das pessoas escravizadas nos dez estados em rebelião. Mesmo excluindo áreas que não estavam em rebelião, ainda se aplica a mais de 3,5 milhões dos 4 milhões de escravos no país. Cerca de 25 000 a 75 000 foram imediatamente emancipados nas regiões da Confederação onde o Exército dos EUA já estava instalado. Não poderia ser aplicada nas áreas ainda em rebelião, mas como o exército da União assumiu o controle das regiões confederadas, a Proclamação forneceu a estrutura legal para a libertação de mais de três milhões e meio de escravos nessas regiões. Antes da Proclamação, de acordo com a Lei do Escravo Fugitivo de 1850, os escravos fugidos eram devolvidos aos seus senhores ou mantidos em campos como contrabando para posterior retorno. A Proclamação de Emancipação ultrajou os sulistas brancos e seus simpatizantes, que a viram como o início de uma guerra racial. Isso energizou os abolicionistas e minou os europeus que queriam intervir para ajudar a Confederação. A Proclamação levantou o ânimo dos afro-americanos livres e escravos; levou muitos a escapar de seus mestres e chegar às linhas da União para obter sua liberdade e se juntar ao Exército da União. A Proclamação de Emancipação se tornou um documento histórico porque "redefiniria a Guerra Civil, transformando-a de uma luta pela preservação da União para uma voltada para o fim da escravidão, e definiu um curso decisivo para como a nação seria remodelado após aquele conflito histórico".

A Proclamação de Emancipação nunca foi contestada no tribunal. Para garantir a abolição da escravidão em todos os EUA, Lincoln também insistiu que os planos de reconstrução para os estados do sul exigem a abolição em novas leis estaduais (que ocorreu durante a guerra no Tennessee, Arkansas e Louisiana); Lincoln encorajou os estados fronteiriços a adotarem a abolição (que ocorreu durante a guerra em Maryland, Missouri e Virginia Ocidental) e pressionou pela aprovação da Décima Terceira Emenda. O Congresso aprovou a 13ª Emenda pela votação necessária de dois terços em 31 de janeiro de 1865, e ela foi ratificada pelos estados em 6 de dezembro de 1865. A emenda tornou ilegal a escravidão e a servidão involuntária.